# بارك جونغ-أوكي
بارك جونغ-أوكي هو سياسي كوري جنوبي، ولد في 15 سبتمبر 1942.